# Р-14
Р-14 (индекс ГРАУ — 8К65, по классификации МО США и НАТО — SS-5 Skean) — советская жидкостная одноступенчатая баллистическая ракета средней дальности (БРСД) наземного базирования.
Головной разработчик — ОКБ-586. Принята на вооружение в апреле 1961 года.
В 1964 году на вооружение была принята ракета Р-14У (индекс 8К65У) с шахтным базированием в стартовом комплексе группового старта 8П765 «Чусовая».

## История создания
Успех в создании БРСД Р-12 позволил молодому ОКБ-586 под руководством Янгеля выступить с новыми инициативами. Первоначально усилия КБ были направлены на создание БРПЛ Р-15, представляющей собой уменьшенный вариант Р-12. Работы по ней велись с августа 1955. Одновременно с работами по морской тематике ОКБ-586 выступило с инициативами разработки новых баллистических ракет средней и межконтинентальной дальности — будущие Р-14 и Р-16.
Для ракеты средней дальности предлагалось увеличить дальность по сравнению с Р-12 вдвое, что стало бы ответом США на создание БРСД «Юпитер»  (3200 км) и «Тор» (2800 км). Предэскизный проект Р-14 вышел в третьем квартале 1956. Компоненты топлива были выбраны те же, что и на Р-12 — углеводородное горючее ТМ-185 и окислитель АК-27И. Рассматривались два варианта — одноступенчатая и двухступенчатая схемы. При этом предпочтение отдавалось одноступенчатой схеме в виду её большей простоты и надежности. Была определена стартовая масса ракеты в 95 т с достижением дальности 4500 км. Это позволило бы новой ракете с территории Советского Союза поражать любые цели в Европе, Азии, части Северной Америки и Африки. Система управления, также как и на Р-12 предполагалась автономная инерциальная, что в связи с возросшей дальностью требовало повышения её точности.
После выпуска предэскизного проекта работы по Р-14 были временно приостановлены. Еще не были закончены работы по Р-12. Руководство ОКБ сомневалось в возможностях КБ и завода одновременно разрабатывать две новые ракеты. Поэтому усилия были сосредоточены на создании межконтинентальной ракеты. В отличие от Р-14, Р-16 изначально планировалась под новую перспективную пару топлив — НДМГ + АК27И. Это обещало обеспечить повышение удельного импульса на 15 % по сравнению с компонентами топлива Р-12. Первоначально это нововведение руководством страны было воспринято прохладно. Это требовало организовать промышленное производство нового топлива в сжатые сроки. К тому же возникло опасение в невозможности выдержать сроки по разработке новых ЖРД. Планировавшееся для их разработки ОКБ-3 НИИ-88 главного конструктора Д. Д. Севрука не имело собственной производственной базы, что увеличивало сроки отработки двигателей. Попытки Янгеля перевести ОКБ-3 в Днепропетровск не увенчались успехом.
Немаловажным было и отрицательное отношение главного конструктора ОКБ-1 Королева к созданию баллистических ракет на высококипящих компонентах. В связи с этим было принято решение правительства о проведении научной экспертизы. В январе 1958 года экспертный совет под руководством академика М. В. Келдыша в целом одобрил эскизный проект Р-16, доложив правительству о принципиальной возможности создания МБР с заявленным характеристиками. Экспертным советом было отмечена неотработанность маршевых двигателей ОКБ-3 НИИ-88. В связи с этим было принято предложение ОКБ-586 передать работы по созданию маршевых ЖРД ОКБ-456 В. П. Глушко. ОКБ-456 энергично приступило к работе и предложило созданную на базе ЖРД 8Д513 с одним ТНА целую линейку двигателей. Для Р-16 были предложены шестикамерный 8Д712 и двухкамерный 8Д713, а для Р-14 — четырехкамерный 8Д514.
Это решение ОКБ-456 по двигателям способствовало возобновлению работ по Р-14. Также повлияли настойчивые просьбы начальника реактивного вооружения страны генерал-майора А. И. Семёнова о проведении работ по ракете средней дальности. 2 июля 1958 года вышло постановление правительства о разработке ракеты Р-14. Эскизный проект был разработан к декабрю 1958. В отличие от Р-12, диаметр корпуса которой для упрощения производства был выбран равным уже производившимися Р-2 и Р-5М, диаметр корпуса Р-14 был выбран равным 2,4 метра — как на второй ступени межконтинентальной Р-16. Успехи в разработке ОКБ-456 двигателя на НДМГ позволили остановиться на одноступенчатой схеме. Фактически Р-14 стала максимумом того, что можно было «вытянуть» из одноступенчатой схемы.
В начале 1959 года резко обострилась международная обстановка в связи с развитием событий вокруг «Берлинского кризиса». По результатам личного доклада М. К. Янгеля Н. С. Хрущёву было принято решение о интенсификации работ над Р-14 и Р-16. 13 мая 1959 года вышло постановление ЦК КПСС и Совмина СССР № 514—232 «О сокращении сроков создания изделий Р-16, Р-14 и организации их серийного производства» которым предусматривалась передача из КБ Янгеля всех работ по морскому комплексу Д-4 с ракетой Р-21 в СКБ-385 В. П. Макеева. Для Р-14 начало ЛКИ было установлено на сентябрь 1960 года, а поставка первых серийных ракет в войска — уже на 1961 год. К производству ракет подключались заводы № 166 (г. Омск) и № 1001 (г. Красноярск).

## Конструкция

### Ракета 8К65
Ракета 8К65 выполнена по одноступенчатой схеме с отделяющейся головной частью. Топливные баки ракеты несущие, в конструкции применены алюминиевые панели, обработанные химфрезерованием. Наддув бака окислителя осуществляется воздухом, горючего — азотом. Топливные баки изолировались от остальной топливной системы прорезаемыми мембранными клапанами, что позволило довести срок хранения ракеты в заправленном состоянии до 30 суток. Ракета оснащалась специальной  системой одновременного опорожнения топливных баков, позволившей уменьшить неиспользуемый остаток топлива.
Ракета оснащалась маршевым двигателем РД-216 (8Д514) разработанным ОКБ-456 под руководством В. П. Глушко. Работал на самовоспламеняющихся высококипящих токсичных компонентах топлива — горючем НДМГ и окислителе АК-27И. Двигатель был четырехкамерным, выполненным по открытой схеме. Состоял из двух двухкамерных двигательных блоков РД-215 (8Д513), объединенных рамой крепления с корпусом и имевших общую схему запуска. Каждый из двигателей РД-215 имел собственный турбонасосный агрегат (ТНА), газогенератор и систему автоматики.
Сухой вес двигателя 1150 кг, высота 2195 мм, диаметр 2260 мм. Давление в камере сгорания 75 кгс/см². Тяга двигателя у земли 151 тс, удельный импульс у земли 246 с, в пустоте 289 с. Время работы ЖРД при стрельбе на максимальную дальность составляло порядка 125 с. Камеры сгорания были паяносварной конструкции с внутренним завесным (охлаждение стенки камеры сгорания от форсуночной головки) и регенеративным (с помощью горючего, пропускаемого между внутренней и внешней стенками камеры) охлаждением. Состояли из внутренней и внешней стальных оболочек, соединенных гофрированной проставкой. Все форсунки были однокомпонентными.
ТНА располагались между камерами сгорания в районе их горловин. Они работали на основных компонентах топлива, что позволило отказаться от использовавшейся на Р-12 перекиси водорода. Каждый турбонасосный агрегат состоял из двух шнекоцентробежных насосов с двухсторонними входами и осевой двухступенчатой турбины, расположенных на двух валах соединенных торсионной рессорой. На одном валу размещались насос окислителя и консольно закрепленная турбина, на втором — насос горючего. Крыльчатки, шнеки и корпуса насосов изготавливались из алюминиевых сплавов. Ротор и коллекторы турбины — из никелевых сплавов. Остальные детали ТНА были стальными. Привод ТНА осуществлялся газом, образующимся в газогенераторе при сжигании топливной смеси с избытком горючего. Расход топливной смеси в газогенераторе составлял около 1,8 % от общего расхода топлива. Мощность ТНА составляла 3270 КВт при частоте вращения 155 об/с.
Газогенератор одностенный с цилиндрическим корпусом и охлаждением с помощью создаваемой форсункой завесы горючего. Изготавливался из сталей и никелевых сплавов. Отработанный газ после прохождения через ТНА выбрасывался в специальное сопло. Система автоматики срабатывала от электро- и пирокоманд, а также от управляющего давления азота. Азот в систему поступал от бортовых баллонов через редуктор давления.
Запуск ЖРД одноступенчатый, без выхода на промежуточную ступень тяги. При запуске производилось открытие пиромембранных клапанов, установленных на входы в насосы. Компоненты топлива заполняли насосы и пусковые бачки. Топливные клапаны питания газогенератора на выходе из насосов при этом остаются закрытыми. Начальная раскрутка ТНА производилось за счет сжигаемых в газогенераторе компонентов топлива вытесняемых из пусковых бачков газообразным азотом. При повышении давления, создаваемого насосами, топливные клапаны открываются и происходит переключение газогенератора на питание от насосов ТНА.
Регулирование тяги производится изменением расхода топлива через газогенератор, по командам системы кажущейся скорости. Выключение двигателя с целью уменьшения разброса импульса последействия тяги осуществлялось в два этапа. На первом этапе прекращалась подача топлива в газогенератор. На втором этапе прекращалась подача топлива в камеры сгорания и дренаж горючего из системы охлаждения.
Управление ракетой осуществлялось за счет отклонения вектора тяги с помощью графитовых газоструйных рулей. Автономная инерциальная система управления разрабатывалась в НИИ-885 под руководством Н. А. Пилюгина. Она впервые была размещена на гиростабилизированной платформе 8Л278 с воздушным подвесом гироскопов, что значительно уменьшило инструментальные погрешности системы управления. Комплекс командных гироскопических приборов «Корунд» для СУ Р-14 были разработаны в НИИ-49 МСП (сейчас "Концерн «Гранит-Электрон») под руководством В. П. Арефьева. В систему управления входил также генератор программных импульсов. Принятые меры позволили получить предельное отклонение равное 5000 м — такое же, как и у Р-12 с вдвое меньшей дальностью.
После отключения двигателей происходило отсоединение головной части и увод от неё ракеты с помощью трех установленных на корпусе тормозных РДТТ. Отделяемая головная часть ракеты имела коническую форму с затуплением полусферической формы выполненным из термостойкого сублимирующего материала. На корпус головной части наносилось защитное покрытие из асботекстолита.

### Состав комплекса
|                                    | Техническая позиция | Стартовая позиция   |
| ---------------------------------- | ------------------- | ------------------- |
| Машина управления пуском           | 8Н114               | 8Н114               |
| Машина испытаний                   | 8Н115               | 8Н115               |
| Машина питания                     | 8Н225               | 8Н225               |
| Дизельная электростанция           | ЭСД-10              | ЭСД-10              |
| Дизель-компрессорная станция       | 8Г315А              | 8Г315А              |
| Преобразовательный агрегат         | 522                 | нет                 |
| Автомобильный кран                 | 8Т26                | нет                 |
| Транспортно-подъёмная тележка      | 8Т145               | нет                 |
| Азотодобывающая станция            | 8Г318               | нет                 |
| Пусковой стол                      | нет                 | 8У229               |
| Установщик                         | нет                 | 8У224               |
| Стыковочная машина                 | нет                 | 8Т332               |
| Заправщик окислителя               | нет                 | 8Г134               |
| Заправщик горючего                 | нет                 | 8Г140               |
| Заправщик азота                    | нет                 | 8Г135У              |
| Агрегат обслуживания               | нет                 | 8Т144               |
| Обмывочно-нейтрализационная машина | нет                 | 8Т311               |
| Подогреватель воздуха              | нет                 | 8Г27                |
| Машины принадлежностей             | нет                 | 8Т353, 8Т354, 8Т355 |
| Приборы прицеливания               | нет                 | 8Ш20                |

## Испытания
В первом квартале 1960 года были выполнены первые горячие проливки ракеты. С 28 марта по май 1960 года в Загорском НИИ-229 было проведено четыре стендовых испытания двигателей, прошедшие без особых замечаний. Во втором квартале 1960 экспериментальная отработка Р-14 была завершена и начата подготовка к лётно-конструкторским испытаниям.
Лётно-конструкторские испытания начались 6 июня 1960 года на ГЦП-4 (полигон Капустин Яр). Для проведения испытаний 8К65 на технической позиции (площадка №20 полигона) был построен монтажно-испытательный корпус, а на площадке №21 - стартовая позиция с двумя стартами, вблизи Братска был оборудован район падения головных частей. Председателем Госкомиссии был назначен генерал-майор А. Г. Мрыкин. Техническим руководителем испытаний — заместитель Янгеля В. С. Будник. По результатам первого пуска была выявлена ненормальная работа системы перелива окислителя. Во время второго запуска 25 июня 1960 из-за разрушения отсечного пироклапана в конце активного участка произошло нештатное выключение двигателя. Первые пуски выявили конструктивный недостаток, вызывавший явление кавитации, что приводило к разрушению ракет. Все недостатки достаточно быстро устранялись и по результатам 22 пусков, завершившихся 15 февраля 1961 года, Госкомиссия подписала отчет о прохождении испытаний с рекомендацией о принятии ракеты на вооружение. Ракета Р-14 была принята на вооружение постановлением правительства от 24 апреля 1961 года.
Серийным производством ракет, с 1960 года, занимались: завод № 586 в Днепропетровске (будущий Южмаш) и завод № 1001 в Красноярске.

### Пуски
12 июня 1969 года с позиции 1 батареи 1 дивизиона 
в/ч 44245,(Новосысоевка), командир полковник Демидов ВИ, произведён учебный запуск ракеты 8к65,по полигону на Камчатке. С НП наблюдали 
Гречко, Крылов.

| Перечень пусков по которым имеются данные | Перечень пусков по которым имеются данные | Перечень пусков по которым имеются данные | Перечень пусков по которым имеются данные          | Перечень пусков по которым имеются данные | Перечень пусков по которым имеются данные        | Перечень пусков по которым имеются данные | Перечень пусков по которым имеются данные |
| № пуска                                   | Дата и время                              | Тип ракеты                                | Место пуска                                        | Цель                                      | Подразделение                                    | Результат                                 | Примечание |
| ЛКИ Р-14                                  | ЛКИ Р-14                                  | ЛКИ Р-14                                  | ЛКИ Р-14                                           | ЛКИ Р-14                                  | ЛКИ Р-14                                         | ЛКИ Р-14                                  | ЛКИ Р-14 |
| ----------------------------------------- | ----------------------------------------- | ----------------------------------------- | -------------------------------------------------- | ----------------------------------------- | ------------------------------------------------ | ----------------------------------------- | --- |
| 1                                         | 6 июня 1960                               | Р-14                                      | Капустин Яр                                        | около Братска                             |                                                  | нет данных                                | ненормальная работа системы перелива окислителя |
| 2                                         | 25 июня 1960                              | Р-14                                      | Капустин Яр                                        | около Братска                             |                                                  | аварийный                                 | выключение двигателя в конце активного участка в результате разрушения отсечного пироклапана |
| …                                         |                                           |                                           |                                                    |                                           |                                                  |                                           | |
| 21                                        | февраль 1961                              | Р-14                                      | Капустин Яр                                        | около Братска                             | 8-й боевой расчёт 309-го рп 43-й гв.рд (Ромны)   | оценка: отлично                           | |
| 22                                        | 15 февраля 1961                           | Р-14                                      | Капустин Яр                                        | около Братска                             | 2-й боевой расчёт 309-го рп 43-й Гв. рд (Ромны)  | оценка: хорошо                            | |
| ЛКИ Р-14У                                 |                                           |                                           |                                                    |                                           |                                                  |                                           | |
| 23                                        | 12 января 1962                            | Р-14У                                     | Капустин Яр                                        |                                           |                                                  |                                           | С наземного старта |
| 24                                        | 11 февраля 1962                           | Р-14У                                     | Капустин Яр                                        |                                           |                                                  |                                           | ШПУ |
| Эксплуатация                              |                                           |                                           |                                                    |                                           |                                                  |                                           | |
| 25                                        | апрель 1961                               | Р-14                                      | Капустин Яр                                        |                                           | 2-й боевой расчёт 665-го рп 43-й Гв. рд (Ромны)  | оценка: отлично                           | |
| 26                                        | 4 июня 1961                               | Р-14                                      | Капустин Яр                                        |                                           | 1-й боевой расчёт 665-го рп 43-й Гв. рд (Ромны)  | оценка: хорошо                            | |
| 27                                        | 4 декабря 1961                            | Р-14                                      | Капустин Яр                                        |                                           | 4-я батарея 1-го рдн 68-й рб (Сары-Озек)         | оценка: удовлетворительно?                | УБП (после обучения дивизиона), наземный старт |
| 28                                        | 11 января 1962                            | Р-14                                      | Капустин Яр                                        |                                           | 3-я батарея 1-го рдн 68-й рб (Сары-Озек)         | оценка: хорошо                            | УБП, наземный старт |
| 29                                        | март 1962                                 | Р-14                                      | Капустин Яр                                        |                                           | 3-й боевой расчёт 668-го рп 43-й Гв.рд (Ромны)   | оценка: отлично                           | |
| 30                                        | март 1962                                 | Р-14                                      | Капустин Яр                                        |                                           | 3-й боевой расчёт 668-го рп 43-й Гв.рд (Ромны)   | оценка: отлично                           | |
| 31                                        | июнь 1962                                 | Р-14                                      | Капустин Яр                                        |                                           | 5-й боевой расчёт 668-го рп 43-й Гв.рд (Ромны)   | оценка: отлично                           | |
| 32                                        | 5 сентября 1962                           | Р-14У                                     | Агинский полигон ЗабВО ст. Ясная Читинской области | Новая Земля                               | боевой расчёт 344-го рп 29-й рд                  | успешный                                  | Операция «Тюльпан», с опытным термоядерным зарядом |
| 33                                        | 8 сентября 1962                           | Р-14У                                     | Агинский полигон ЗабВО ст. Ясная Читинской области | Новая Земля                               | боевой расчёт 344-го рп 29-й рд                  | успешный                                  | Операция «Тюльпан», с боевым термоядерным зарядом по боевому полю Д-2 |
| 34                                        | 15 ноября 1962                            | Р-14                                      | Ачинский полигон                                   |                                           | 2-я батарея 1-го рдн 68-й рб (Сары-Озек)         | оценка: хорошо                            | испытательный пуск (климатические исп-я), наземный старт |
| 35                                        | 26 декабря 1962                           | Р-14У                                     | ?                                                  |                                           | 6-я БРП 2-го рдн 68-й рб (Сары-Озек)             | оценка: хорошо                            | пуск из ШПУ |
| 36                                        | 18 января 1963                            | Р-14                                      | Ачинский полигон                                   |                                           | 3-я батарея 1-го рдн 68-й рб (Сары-Озек)         | нет данных                                | испытательный пуск (климатические исп-я), наземный старт |
| 37                                        | 1 февраля 1963                            | Р-14                                      | Ачинский полигон                                   |                                           | 1-я батарея 1-го рдн 68-й рб (Сары-Озек)         | оценка: хорошо                            | испытательный пуск (климатические исп-я), наземный старт |
| 38                                        | 18 июля 1963                              | Р-14                                      | Капустин Яр                                        |                                           | 5-й боевой расчёт 668-го рп 43-й Гв. рд (Ромны)  | оценка: отлично                           | |
| 39                                        | октябрь 1963                              | Р-14У                                     | ПУ № 5 480-го рп, Дагестан                         |                                           | 2-й рдн 480-го рп 35-й рд (Махачкала)            | оценка: отлично                           | Первый пуск в СССР с БСП ракетного полка. В рамках стратегического учения МО СССР «Гроза» в присутствии Главкома РВСН Н. И. Крылова                                                                                |
| 40                                        | 9 декабря 1963                            | Р-14                                      | Капустин Яр                                        |                                           | 3-й боевой расчёт 665-го рп 43-й Гв. рд (Ромны)  | оценка: хорошо                            | |
| 41                                        | 25 марта 1964                             | Р-14                                      | Капустин Яр                                        |                                           | 6-й боевой расчёт 665-го рп 43-й Гв. рд (Ромны)  | оценка: хорошо                            | |
| 41                                        | 11 сентября 1964                          | Р-14                                      | Капустин Яр                                        |                                           | 4-й боевой расчёт 668-го рп 43-й Гв. рд (Ромны)  | оценка: отлично                           | |
| 42                                        | 18 декабря 1964                           | Р-14У                                     | Капустин Яр                                        |                                           | 7-я группа 2-го рдн 68-й рб (Сары-Озек)          | оценка: хорошо                            | УБП из ШПУ |
| 43                                        | 29 марта 1966                             | Р-14                                      | Капустин Яр                                        |                                           | 1-й боевой расчёт 668-го рп 43-й Гв. рд (Ромны)  | оценка: отлично                           | |
| 44                                        | 25 мая 1966                               | Р-14                                      | Капустин Яр                                        |                                           | 2-й боевой расчёт 668-го рп 43-й Гв. рд (Ромны)  | оценка: отлично                           | |
| 45                                        | 29 июня 1966                              | Р-14                                      | Капустин Яр                                        |                                           | 3-й боевой расчёт 668-го рп 43-й Гв. рд (Ромны)  | оценка: отлично                           | |
| 46                                        | 6 июля 1966                               | Р-14                                      | Капустин Яр                                        |                                           | 1-й боевой расчёт 665-го рп 43-й Гв. рд (Ромны)  | оценка: отлично                           | |
| 47                                        | 21 октября 1966                           | Р-14                                      | Капустин Яр                                        |                                           | 12-й боевой расчёт 665-го рп 43-й Гв. рд (Ромны) | оценка: отлично                           | |
| 48                                        | 16 ноября 1966                            | Р-14У                                     | Капустин Яр                                        |                                           | 9-я группа 3-го рдн 68-й рб (Сары-Озек)          | оценка: хорошо                            | УБП из ШПУ |
| 49                                        | 27 мая 1967                               | Р-14                                      | Капустин Яр                                        |                                           | 9-й боевой расчёт 668-го рп 43-й Гв. рд (Ромны)  | оценка: хорошо                            | |
| 50                                        | 20 июня 1967                              | Р-14                                      | Капустин Яр                                        |                                           | 5-й боевой расчёт 668-го рп 43-й Гв.рд (Ромны)   | оценка: отлично                           | |
| 51                                        | 15 августа 1967                           | Р-14                                      | Капустин Яр                                        |                                           | 2-я батарея 1-го рдн 68-й рб (Сары-Озек)         | оценка: отлично                           | УБП с наземной СП |
| 52                                        | 29 сентября 1967                          | Р-14                                      | Капустин Яр                                        |                                           | 6-й боевой расчёт 668-го рп 43-й Гв. рд (Ромны)  | оценка: отлично                           | |
| 53                                        | 4 октября 1967                            | Р-14                                      | Капустин Яр                                        |                                           | 6-й боевой расчёт 668-го рп 43-й Гв. рд (Ромны)  | оценка: отлично                           | |
| 54                                        | 16 мая 1968                               | Р-14У                                     | БСП 3-го рдн (Сары-Озек)                           |                                           | 8-я группа 3-го рдн 68-й рб (Сары-Озек)          | оценка: хорошо                            | УБП из ШПУ |
| 55                                        | 29 мая 1968                               | Р-14                                      | Капустин Яр                                        |                                           | 8-й боевой расчёт 668-го рп 43-й Гв. рд (Ромны)  | оценка: отлично                           | |
| 56                                        | июнь 1968                                 | Р-14У                                     | ПУ № 7 и 8 480-го рп, Дагестан                     |                                           | 3-й рдн 480-го рп 35-й рд (Махачкала)            | оценка: отлично                           | Залповый пуск в рамках стратегического учения МО СССР «Весенний гром», после проведения технической ревизии |
| 57                                        | июнь 1968                                 | Р-14У                                     | ПУ № 7 и 8 480-го рп, Дагестан                     |                                           | 3-й рдн 480-го рп 35-й рд (Махачкала)            | оценка: отлично                           | Залповый пуск в рамках стратегического учения МО СССР «Весенний гром», после проведения технической ревизии |
| 58                                        | 20 июня 1968                              | Р-14                                      | Капустин Яр                                        |                                           | 9-й боевой расчёт 665-го рп 43-й Гв. рд (Ромны)  | оценка: отлично                           | |
| 58                                        | 18 июля 1968                              | Р-14                                      | Капустин Яр                                        |                                           | 4-й боевой расчёт 665-го рп 43-й Гв. рд (Ромны)  | оценка: отлично                           | |
| 59                                        | август 1968                               | Р-14У                                     | ПУ № 1 480-го рп, Дагестан                         |                                           | 1-й рдн 480-го рп 35-й рд (Махачкала)            | оценка: отлично                           | Пуск в рамках стратегического учения МО СССР «Запад-1968» |
| 60                                        | 18 февраля 1969                           | Р-14                                      | Капустин Яр                                        |                                           | 8-й боевой расчёт 665-го рп 43-й Гв. рд (Ромны)  | оценка: отлично                           | |
| 60                                        | 18 февраля 1969                           | Р-14                                      | Капустин Яр                                        |                                           | 7-й боевой расчёт 668-го рп 43-й Гв. рд (Ромны)  | оценка: отлично                           | |
| 61                                        | 25 марта 1969                             | Р-14                                      | Капустин Яр                                        |                                           | 10-й боевой расчёт 668-го рп 43-й Гв. рд (Ромны) | оценка: отлично                           | |
| 62                                        | 12 июня 1969                              | Р-14У                                     | БСП 2-го рдн (Сары-Озек)                           |                                           | 5-я группа 2-го рдн 68-й рб (Сары-Озек)          | оценка: отлично                           | УБП из ШПУ |
| 63                                        | июль 1969                                 | Р-14У                                     | ПУ №3 480 рп, Дагестан                             |                                           | 1-й рдн 480-го рп 35-й рд (Махачкала)            | оценка: отлично                           | Стратегические учения МО СССР. Практическая отработка новых боевых графиков предстартовой подготовки с параллельной заправкой горючим и окислителем с пуском из ШПУ № 1 и последующей подготовкой повторного пуска |
| 64                                        | Повторный                                 | Р-14У                                     | ПУ №3 480 рп, Дагестан                             |                                           | 1-й рдн 480-го рп 35-й рд (Махачкала)            | оценка: отлично                           | Стратегические учения МО СССР. Практическая отработка новых боевых графиков предстартовой подготовки с параллельной заправкой горючим и окислителем с пуском из ШПУ № 1 и последующей подготовкой повторного пуска |
| 65                                        | 13 октября 1970                           | Р-14У                                     | Капустин Яр                                        |                                           | 10-я группа 3-го рдн 68-й рб (Сары-Озек)         | оценка: отлично                           | УБП из ШПУ |
| 66                                        | июнь 1971                                 | Р-14У                                     | БСП в Дагестане                                    |                                           | 2-й рдн 480-го рп 35-й рд (Махачкала)            | оценка: отлично                           | УБП трёх ракет во время учения ВС СССР «Юг» |
| 67                                        | июнь 1971                                 | Р-14У                                     | БСП в Дагестане                                    |                                           | 2-й рдн 480-го рп 35-й рд (Махачкала)            | оценка: отлично                           | УБП трёх ракет во время учения ВС СССР «Юг» |
| 68                                        | июнь 1971                                 | Р-14У                                     | БСП в Дагестане                                    |                                           | 2-й рдн 480-го рп 35-й рд (Махачкала)            | оценка: отлично                           | УБП трёх ракет во время учения ВС СССР «Юг» |
| 66                                        | 15 августа 1971                           | Р-14                                      | Капустин Яр                                        |                                           | 2-й боевой расчёт 665-го рп 43-й Гв.рд (Ромны)   | оценка: отлично                           | |
| 67                                        | 23 сентября 1971                          | Р-14                                      | Капустин Яр                                        |                                           | 4-я батарея 1-го рдн 68-й рб (Сары-Озек)         | оценка: отлично                           | УБП с наземной СП |
| 66                                        | 15 февраля 1972                           | Р-14                                      | Капустин Яр                                        |                                           | 3-й боевой расчёт 665-го рп 43-й Гв.рд (Ромны)   | оценка: отлично                           | |
| 67                                        | май 1972                                  | Р-14У                                     | Капустин Яр                                        |                                           | 3-й рдн 480-го рп 35-й рд (Махачкала)            | успешно                                   | УБП |
| 68                                        | 26 мая 1972                               | Р-14                                      | Капустин Яр                                        |                                           | 3-й боевой расчёт 433-го рп 43-й Гв. рд (Ромны)  | оценка: отлично                           | |
| 69                                        | 29 мая 1973                               | Р-14                                      | Капустин Яр                                        |                                           | 1-й боевой расчёт 655-го рп 43-й Гв. рд (Ромны)  | оценка: отлично                           | |
| 69                                        | 25 августа 1973                           | Р-14                                      | Капустин Яр                                        |                                           | 1-й боевой расчёт 433-го рп 43-й Гв. рд (Ромны)  | оценка: отлично                           | |
| 70                                        | 18 октября 1973                           | Р-14                                      | Капустин Яр                                        |                                           | 4-й боевой расчёт 665-го рп 43-й Гв. рд (Ромны)  | оценка: отлично                           | |
| 71                                        | 18 июля 1974                              | Р-14У                                     | ПУ №7 480 рп, Дагестан                             |                                           | 3-й рдн 480-го рп 35-й рд (Махачкала)            | успешно                                   | Исследовательские учения. Залповый пуск трёх ракет одной БСП в рамках отработки сокращённого боевого графика предстартовой подготовки                                                                              |
| 72                                        | 18 июля 1974                              | Р-14У                                     | ПУ №8 480 рп, Дагестан                             |                                           | 3-й рдн 480-го рп 35-й рд (Махачкала)            | успешно                                   | Исследовательские учения. Залповый пуск трёх ракет одной БСП в рамках отработки сокращённого боевого графика предстартовой подготовки                                                                              |
| 73                                        | 18 июля 1974                              | Р-14У                                     | ПУ №9 480 рп, Дагестан                             |                                           | 3-й рдн 480-го рп 35-й рд (Махачкала)            | успешно                                   | Исследовательские учения. Залповый пуск трёх ракет одной БСП в рамках отработки сокращённого боевого графика предстартовой подготовки                                                                              |
| 74                                        | 12 ноября 1974                            | Р-14                                      | Капустин Яр                                        |                                           | 2-й боевой расчёт 433-го рп 43-й Гв. рд (Ромны)  | оценка: отлично                           | |
| 72                                        | 18 декабря 1974                           | Р-14                                      | Капустин Яр                                        |                                           | 2-й боевой расчёт 665-го рп 43-й Гв. рд (Ромны)  | оценка: отлично                           | |
| 73                                        | март 1975                                 | Р-14                                      | Капустин Яр                                        |                                           | 4-й боевой расчёт 433-го рп 43-й Гв. рд (Ромны)  | оценка: отлично                           | |
| 74                                        | март 1975                                 | Р-14                                      | Капустин Яр                                        |                                           | 4-й боевой расчёт 433-го рп 43-й Гв.рд (Ромны)   | оценка: отлично                           | |
| 75                                        | 3 августа 1975                            | Р-14                                      | Капустин Яр                                        |                                           | 3-й боевой расчёт 665-го рп 43-й Гв. рд (Ромны)  | оценка: отлично                           | |
| 76                                        | 21 ноября 1978                            | Р-14                                      | Капустин Яр                                        |                                           | 3-й боевой расчёт 433-го рп 43-й Гв.рд (Ромны)   | оценка: отлично                           | |
| 77                                        | 19 октября 1979                           | Р-14                                      | Капустин Яр                                        |                                           | 1-й боевой расчёт 665-го рп 43-й Гв. рд (Ромны)  | оценка: отлично                           | |

## Тактико-технические характеристики
|                                                                   | Р-14 (8К65)                                                                                                | Р-14У (8К65У)                                                         |                    |
| ----------------------------------------------------------------- | --- | --------------------------------------------------------------------- | ------------------ |
| Тип ПУ                                                            | Наземный стартовый комплекс 8П865 с пусковым столом 8У235 (8У229 по другим данным)                         | Стартовая позиция группового старта 8П765 с 3 ШПУ                     |                    |
| Основные ТТХ комплекса                                            | |                                                                       |                    |
| Дальность стрельбы, км                                            | 4500 (5500)                                                                                                | 4500 (5500)                                                           |                    |
| Точность стрельбы КВО / предельное отклонение, км                 | / 5 | / 5                                                                   |                    |
| Боеготовность: — полная, мин                                      | 20 | 20                                                                    |                    |
| Тип старта                                                        | наземный                                                                                                   | наземный, шахтный                                                     |                    |
| Защищённость ракеты от ВУВ ЯВ при нахождении на ПУ, кгс/см² (МПа) | ≈0,2 (0,02)                                                                                                | 2 (≈0,2)                                                              |                    |
| Гарантийный срок нахождения в заправленном состоянии              | до 30 суток                                                                                                | до 30 суток                                                           |                    |
| Данные ракеты                                                     | |                                                                       |                    |
| Стартовый вес, тс                                                 | 86,3-87 | 86,3-87                                                               |                    |
| Сухой вес, тс                                                     | 6,806 | 6,806                                                                 |                    |
| Сухой вес без ГЧ, тс                                              | 4,99 (5,2)                                                                                                 | 4,99 (5,2)                                                            |                    |
| Количество ступеней                                               | одна | одна                                                                  |                    |
| Система управления                                                | инерциальная, автономная с трёхосной гиростабилизированной платформой                                      | инерциальная, автономная с трёхосной гиростабилизированной платформой |                    |
| Боевое оснащение                                                  | |                                                                       |                    |
| Тип головной части                                                | 8Ф15 моноблочная с неуправляемым боевым блоком                                                             | 8Ф15 моноблочная с неуправляемым боевым блоком                        |                    |
| Вес головной части, кгс                                           | 1500 (1546)                                                                                                | 1500 (1546)                                                           |                    |
| Мощность ядерного заряда                                          | 2,3 Мт | 2,3 Мт                                                                |                    |
| Диаметр ГЧ у основания, м                                         | |                                                                       |                    |
| Габаритные размеры ракеты                                         | |                                                                       |                    |
| Длина ракеты, мм                                                  | 24300-24400                                                                                                | 24300-24400                                                           |                    |
| Диаметр цилиндрической части, мм                                  | 2400 | 2400                                                                  |                    |
| Максимальный диаметр (юбки), мм                                   | 2800 | 2800                                                                  |                    |
| Размах стабилизаторов, мм                                         | 4120 | отсутствуют                                                           |                    |
| Параметры ступени и ДУ                                            | |                                                                       |                    |
| Длина 1-й ступени (без ГЧ), мм                                    | 21620 | 21620                                                                 |                    |
| Топливо: - окислитель - горючее                                   | жидкое АК-27И НДМГ                                                                                         | жидкое АК-27И НДМГ                                                    | жидкое АК-27И НДМГ |
| Вес топлива, тс в том числе: - окислителя - горючего              | 79,2 57,4 23,19                                                                                            | 79,2 57,4 23,19                                                       |                    |
| Вес сжатого воздуха, кгс                                          | 32 | 32                                                                    |                    |
| Вес азота, кгс                                                    | 43 | 43                                                                    |                    |
| Тип ДУ                                                            | четырёхкамерный ЖРД открытого цикла 8Д514 (РД-216) (из двух двухкамерных ЖРД 8Д513 (РД-215), каждый с ТНА) | четырёхкамерный ЖРД 8Д514У (РД-216У)                                  |                    |
| Тяга (на земле/в пустоте), тс                                     | 151/177,5                                                                                                  | 151/177,5                                                             |                    |
| Удельный импульс (на земле/в пустоте), с                          | 246/289 | 246/289                                                               |                    |
| Время работы, с                                                   | 130-131 (125)                                                                                              | 130-131 (125)                                                         |                    |
| Давление в камере, ат                                             | 75 | 75                                                                    |                    |
| Секундный расход окислителя, кг/с                                 | 440 | 440                                                                   |                    |
| Секундный расход горючего, кг/с                                   | 175 | 175                                                                   |                    |
| Соотношение окислителя к топливу                                  | 2,51 | 2,51                                                                  |                    |
| Габариты ДУ (длина/диаметр), мм                                   | 2195/2260                                                                                                  | 2195/2260                                                             |                    |
| Вес двигателя (сухого/залитого), кгс                              | 1150/1350                                                                                                  | 1150/1350                                                             |                    |
| Мощность ТНА, л .с.                                               | 4700 | 4700                                                                  |                    |
| Число оборотов турбины ТНА в минуту                               | 9500 | 9500                                                                  |                    |
| Органы управления                                                 | газодинамические рули и 3 тормозных РДТТ 8Д81                                                              | газодинамические рули и 3 тормозных РДТТ 8Д81                         |                    |

## Сравнительная характеристика
| Общие сведения и основные тактико-технические характеристики советских баллистических ракет первого поколения                                                                                    | Общие сведения и основные тактико-технические характеристики советских баллистических ракет первого поколения | Общие сведения и основные тактико-технические характеристики советских баллистических ракет первого поколения | Общие сведения и основные тактико-технические характеристики советских баллистических ракет первого поколения | Общие сведения и основные тактико-технические характеристики советских баллистических ракет первого поколения | Общие сведения и основные тактико-технические характеристики советских баллистических ракет первого поколения | Общие сведения и основные тактико-технические характеристики советских баллистических ракет первого поколения | Общие сведения и основные тактико-технические характеристики советских баллистических ракет первого поколения | Общие сведения и основные тактико-технические характеристики советских баллистических ракет первого поколения | Общие сведения и основные тактико-технические характеристики советских баллистических ракет первого поколения |
| Наименование ракеты | Р-1 | Р-2 | Р-5М | Р-11М | Р-7А | Р-9А | Р-12 и Р-12У                                                                                                  | Р-14 и Р-14У                                                                                                  | Р-16У |
| Конструкторское бюро | ОКБ-1 | ОКБ-1 | ОКБ-1 | ОКБ-1 | ОКБ-1 | ОКБ-1 | КБ «Южное» | КБ «Южное» | КБ «Южное» |
| --- | --- | --- | --- | --- | --- | --- | --- | --- | --- |
| Генеральный конструктор | С. П. Королёв                                                                                                 | С. П. Королёв                                                                                                 | С. П. Королёв                                                                                                 | С. П. Королёв, М. К. Янгель                                                                                   | С. П. Королёв                                                                                                 | С. П. Королёв                                                                                                 | М. К. Янгель                                                                                                  | М. К. Янгель                                                                                                  | М. К. Янгель                                                                                                  |
| Организация-разработчик ЯБП и главный конструктор | | | КБ-11, Ю. Б. Харитон                                                                                          | КБ-11, Ю. Б. Харитон                                                                                          | КБ-11, С. Г. Кочарянц                                                                                         | КБ-11, С. Г. Кочарянц                                                                                         | КБ-11, С. Г. Кочарянц                                                                                         | КБ-11, С. Г. Кочарянц                                                                                         | КБ-11, С. Г. Кочарянц                                                                                         |
| Организация-разработчик заряда и главный конструктор | | | КБ-11, Ю. Б. Харитон                                                                                          | КБ-11, Ю. Б. Харитон                                                                                          | КБ-11, Е. А. Негин                                                                                            | КБ-11, Е. А. Негин                                                                                            | КБ-11, Е. А. Негин                                                                                            | КБ-11, Е. А. Негин                                                                                            | КБ-11, Е. А. Негин                                                                                            |
| Начало разработки | 10.03.1947 | 14.04.1948 | 10.04.1954 | 13.02.1953 | 02.07.1958 | 13.05.1959 | 13.08.1955 | 02.07.1958 | 30.05.1960 |
| Начало испытаний | 10.10.1948 | 25.09.1949 | 20.01.1955 | 30.12.1955 | 24.12.1959 | 09.04.1961 | 22.06.1957 | 06.06.1960 | 10.10.1961 |
| Дата принятия на вооружение | 28.11.1950 | 27.11.1951 | 21.06.1956 | 1.04.1958 | 12.09.1960 | 21.07.1965 | 04.03.1959–09.01.1964                                                                                         | 24.04.1961–09.01.1964                                                                                         | 15.07.1963 |
| Год постановки на боевое дежурство первого комплекса | не ставились                                                                                                  | не ставились                                                                                                  | 10.05.1956 | переданы в СВ в 1958                                                                                          | 01.01.1960 | 14.12.1964 | 15.05.1960 | 01.01.1962 | 05.02.1963 |
| Максимальное количество ракет, стоявших на вооружении | | | 36 | | 6 | 29 | 572 | 101 | 202 |
| Год снятия с боевого дежурства последнего комплекса | | | 1966 | | 1968 | 1976 | 1989 | 1983 | 1977 |
| Максимальная дальность, км | 270 | 600 | 1200 | 170 | 9000-9500 — тяжёлый блок; 12000-14000, 17000 — лёгкий блок                                                    | 12500-16000                                                                                                   | 2080 | 4500 | 11000–13000                                                                                                   |
| Стартовая масса, т | 13,4 | 20,4 | 29,1 | 5,4 | 276 | 80,4 | 47,1 | 86,3 | 146,6 |
| Масса полезной нагрузки, кг | 1000 | 1500 | 1350 | 600 | 3700 | 1650–2095 | 1630 | 2100 | 1475–2175 |
| Длина ракеты, м | 14,6 | 17,7 | 20,75 | 10,5 | 31,4 | 24,3 | 22,1 | 24,4 | 34,3 |
| Максимальный диаметр, м | 1,65 | 1,65 | 1,65 | 0,88 | 11,2 | 2,68 | 1,65 | 2,4 | 3,0 |
| Тип головной части | неядерная, неотделяемая                                                                                       | моноблочная, неядерная, отделяемая                                                                            | моноблочная, ядерная                                                                                          | моноблочная, ядерная                                                                                          | моноблочная, ядерная                                                                                          | моноблочная, ядерная                                                                                          | моноблочная, ядерная                                                                                          | моноблочная, ядерная                                                                                          | моноблочная, ядерная                                                                                          |
| Количество и мощность боевых блоков, Мт | | | 1×0,3 | | 1×5 | 1×5 | 1×2,3 | 1×2,3 | 1×5 |
| Стоимость серийного выстрела, тыс. руб. | | | | | | | 3040 | 5140 | |
| Источник информации: Оружие ракетно-ядерного удара. / Под ред. Ю. А. Яшина. — М.: Издательство МГТУ имени Н. Э. Баумана, 2009. — С. 23–24 — 492 с. — Тираж 1 тыс. экз. — ISBN 978-5-7038-3250-9. | | | | | | | | | |

## Развёртывание
| Развитие группировки Р-14 и Р-14У. Количество ПУ на боевом дежурстве | Развитие группировки Р-14 и Р-14У. Количество ПУ на боевом дежурстве | Развитие группировки Р-14 и Р-14У. Количество ПУ на боевом дежурстве | Развитие группировки Р-14 и Р-14У. Количество ПУ на боевом дежурстве | Развитие группировки Р-14 и Р-14У. Количество ПУ на боевом дежурстве | Развитие группировки Р-14 и Р-14У. Количество ПУ на боевом дежурстве | Развитие группировки Р-14 и Р-14У. Количество ПУ на боевом дежурстве | Развитие группировки Р-14 и Р-14У. Количество ПУ на боевом дежурстве | Развитие группировки Р-14 и Р-14У. Количество ПУ на боевом дежурстве | Развитие группировки Р-14 и Р-14У. Количество ПУ на боевом дежурстве | Развитие группировки Р-14 и Р-14У. Количество ПУ на боевом дежурстве | Развитие группировки Р-14 и Р-14У. Количество ПУ на боевом дежурстве | Развитие группировки Р-14 и Р-14У. Количество ПУ на боевом дежурстве | Развитие группировки Р-14 и Р-14У. Количество ПУ на боевом дежурстве | Развитие группировки Р-14 и Р-14У. Количество ПУ на боевом дежурстве | Развитие группировки Р-14 и Р-14У. Количество ПУ на боевом дежурстве | Развитие группировки Р-14 и Р-14У. Количество ПУ на боевом дежурстве | Развитие группировки Р-14 и Р-14У. Количество ПУ на боевом дежурстве | Развитие группировки Р-14 и Р-14У. Количество ПУ на боевом дежурстве | Развитие группировки Р-14 и Р-14У. Количество ПУ на боевом дежурстве | Развитие группировки Р-14 и Р-14У. Количество ПУ на боевом дежурстве | Развитие группировки Р-14 и Р-14У. Количество ПУ на боевом дежурстве | Развитие группировки Р-14 и Р-14У. Количество ПУ на боевом дежурстве | Развитие группировки Р-14 и Р-14У. Количество ПУ на боевом дежурстве |
|                                                                      | 1961                                                                 | 1962                                                                 | 1963                                                                 | 1964                                                                 | 1965                                                                 | 1966                                                                 | 1967                                                                 | 1968                                                                 | 1969                                                                 | 1970                                                                 | 1971                                                                 | 1972                                                                 | 1973                                                                 | 1974                                                                 | 1975                                                                 | 1976                                                                 | 1977                                                                 | 1978                                                                 | 1979                                                                 | 1980                                                                 | 1981                                                                 | 1982                                                                 | 1983                                                                 |
| -------------------------------------------------------------------- | -------------------------------------------------------------------- | -------------------------------------------------------------------- | -------------------------------------------------------------------- | -------------------------------------------------------------------- | -------------------------------------------------------------------- | -------------------------------------------------------------------- | -------------------------------------------------------------------- | -------------------------------------------------------------------- | -------------------------------------------------------------------- | -------------------------------------------------------------------- | -------------------------------------------------------------------- | -------------------------------------------------------------------- | -------------------------------------------------------------------- | -------------------------------------------------------------------- | -------------------------------------------------------------------- | -------------------------------------------------------------------- | -------------------------------------------------------------------- | -------------------------------------------------------------------- | -------------------------------------------------------------------- | -------------------------------------------------------------------- | -------------------------------------------------------------------- | -------------------------------------------------------------------- | -------------------------------------------------------------------- |
| Р-14                                                                 | 17                                                                   | 28                                                                   | 54                                                                   | 32                                                                   | 101                                                                  | 101                                                                  | 101                                                                  | 100                                                                  | 96                                                                   | 89                                                                   | 87                                                                   | 87                                                                   | 87                                                                   | 87                                                                   | 87                                                                   | 87                                                                   | 79                                                                   | 73                                                                   | 45                                                                   | 35                                                                   | 25                                                                   | 16                                                                   | 0                                                                    |
| Всего БРСД                                                           | 426                                                                  | 522                                                                  | 654                                                                  | 636                                                                  | 693                                                                  | 677                                                                  | 673                                                                  | 656                                                                  | 628                                                                  | 593                                                                  | 567                                                                  | 567                                                                  | 567                                                                  | 567                                                                  | 567                                                                  | 561                                                                  | 578                                                                  | 576                                                                  | 573                                                                  | 567                                                                  | 586                                                                  | 591                                                                  | 490                                                                  |
| % от РКСН                                                            | 3,85                                                                 | 4,84                                                                 | 6,96                                                                 | 3,87                                                                 | 10,89                                                                | 8,81                                                                 | 7,004                                                                | 6,002                                                                | 5,19                                                                 | 4,33                                                                 | 4,23                                                                 | 4,16                                                                 | 4,13                                                                 | 4,05                                                                 | 4,07                                                                 | 4,25                                                                 | 3,96                                                                 | 3,7                                                                  | 2,26                                                                 | 1,76                                                                 | 1,26                                                                 | 0,8                                                                  | 0                                                                    |

В ходе учения «Тюльпан» 8 сентября 1962 года Р-14У с ядерным зарядом была запущена с полевой позиции в районе станции Ясная (Забайкальский край) по Новоземельскому полигону.

## Эксплуатация

### 43-я ракетная армия
В Винницкой ракетной армии (далее РА) на конец 1965 года имелось 50 ПУ Р-14 (в том числе 24 ШПУ):
- 19-я ракетная дивизия (до 1964 — г. Гайсин, Винницкой области, с 1964 — пос. Раково, г. Хмельницкий), с 1962 по 1972 год 
  - 433-й гвардейский ордена Красной Звезды ракетный полк — (в/ч 44226, г. Гайсин, Винницкой области) — 10 ПУ (в том числе 6 ШПУ), с 1962 по 1972 год, с июня 1972 по 1974 (1979) год — в составе 43-й рд[25]
    - 1-й ракетный дивизион (рдн) — 4 наземных ПУ Р-14 (48°56′10″ с. ш. 29°30′11″ в. д.HGЯO, старты № 1, 2, 3, 4), на БД с 17 января 1962 года по 1978 год[26]
    - 2-й рдн — 3 ШПУ Р-14У (48°50′09″ с. ш. 29°28′33″ в. д.HGЯO, старты № 5, 6, 7), на БД с 1964 года по 1978 год[26]
    - 3-й рдн — 3 ШПУ Р-14У (48°59′22″ с. ш. 29°21′53″ в. д.HGЯO, старты № 8, 9, 10), на БД с 1964 года по 1978 год[26]
- 35-я ракетная дивизия (с 1960 — г. Прохладный, с 1961 — г. Орджоникидзе, с 1967 по 1982 — с. Октябрьское Северо-Осетинской АССР), с 1963 по 1982 год
  - 480-й Дрезденский ракетный полк — (в/ч 54273, г. Махачкала) — 9? ШПУ, с 1963 по 1982 год (на момент приёма в 35-ю рд в 1963 году на БД было 3 ШПУ[24])
    - 1-й рдн — 3 ШПУ Р-14У (42°39′17″ с. ш. 47°26′58″ в. д.HGЯO), на БД с 1963
    - 2-й рдн — 3 ШПУ Р-14У (42°46′33″ с. ш. 47°28′32″ в. д.HGЯO), на БД с 1963
    - 3-й рдн — 3 ШПУ Р-14У (42°47′34″ с. ш. 47°23′56″ в. д.HGЯO), на БД с февраля 1964
- 43-я Гвардейская ракетная дивизия (в/ч 54196, г. Ромны Сумской области), с 1962 по 1983
  - 665-й ракетный полк (в/ч 44073, г. Лебедин, Сумской области) — 12 ПУ, с сентября по декабрь 1962 в составе 51-й рд как 564 рп (операция «Анадырь»)
    - 1-й рдн с 4 наземными ПУ (50°32′56″ с. ш. 34°25′49″ в. д.HGЯO), на БД с 1 января 1962 по 1 февраля 1980[27]
    - 2-й рдн с 4 наземными ПУ (50°35′48″ с. ш. 34°24′39″ в. д.HGЯO), на БД с 10 января 1962 по 1980[27]
    - 3-й рдн с 4 наземными ПУ (50°37′51″ с. ш. 34°27′19″ в. д.HGЯO), на БД с 25 февраля 1962 по 1980[27]

  - 668-й ракетный полк (в/ч 54294, г. Глухов, Сумской области) — 8-10 наземных ПУ, на БД с 25 февраль 1962[28] по 30 июня 1981 год, с сентября по декабрь 1962 в составе 51-й рд как 567 рп (с июня 1962 — два рдн, один из них из состава 428 рп 32 рд)[29] (операция «Анадырь»)
    - 1-й рдн с 4 сбатр с наземными ПУ (?51°43′46″ с. ш. 33°43′52″ в. д.HGЯO), на БД с 10 января 1962 по сентябрь 1962 и с 1 декабря 1962 по 30 июня 1981 года[29]
    - 2-й рдн с 4 сбатр с наземными ПУ (?51°40′43″ с. ш. 33°31′03″ в. д.HGЯO), на БД с 10 августа 1963 по 30 июня 1981 года[29]
    - 3-й рдн с 2 сбатр с наземными ПУ (?51°36′38″ с. ш. 33°29′15″ в. д.HGЯO), на БД с 15 августа 1964 по 30 июня 1981 года[29]
- 46-я ракетная дивизия (в/ч 33883, г. Первомайск), с 1960 по 1971 
  - 434-й ракетный полк (в/ч 34189), с 1979 полк в составе 47-й рд (Ясный, передан в кадрированном виде, без техники), с 1981 года передан в 39-ю рд (Новосибирск)
    - ?-й рдн — 3 ШПУ Р-14У (47°57′59″ с. ш. 30°53′03″ в. д.HGЯO), на БД с 1962 года[30]
    - ?-й рдн — 3 ШПУ Р-14У (47°58′45″ с. ш. 30°58′42″ в. д.HGЯO), на БД с 1963 года[30]
    - ?-й рдн — 3 ШПУ Р-14У (47°53′30″ с. ш. 30°57′56″ в. д.HGЯO), на БД с 1964 года[30]

### 50-я ракетная армия
В Смоленской РА на конец 1965 года насчитывалось 27 стартовых позиций Р-14 (12 наземных и 15 шахтных):
- 32-я ракетная дивизия (Поставы, Витебской области)
  - 428-й гвардейский Краснознамённый Звенигородский ракетный полк (в/ч 44197, г. Сморгонь Гродненской области) — 11 ПУ (в том числе 3 ШПУ), с сентября по декабрь 1962 1-й рдн[31] в составе 668-го рп 43-й рд (51-й рд, операция «Анадырь»)[29]
    - 1-й рдн — 4 наземных ПУ Р-14 с подвижными средствами заправки (54°36′15″ с. ш. 26°22′46″ в. д.HGЯO), на БД с 12 января 1962 по 1 июня 1977 года[32]
    - 2-й рдн — 4 наземных ПУ Р-14 со стационарными средствами заправки (54°31′51″ с. ш. 26°17′27″ в. д.HGЯO), на БД с 31 января 1964 по 1 июня 1977 года[32]
    - 3-й рдн — 3 ШПУ Р-14У (54°26′03″ с. ш. 26°18′21″ в. д.HGЯO), на БД с 8 декабря 1964 по 15 марта 1978 года[32]
- 29-я гвардейская ракетная дивизия (г. Шяуляй Литовской ССР)
  - 344-й ракетный полк (В/ч 44008, Приекуле) — 10 ПУ (в том числе 6 ШПУ), с 1963 по 1983 год
    - 1-й рдн — 4 наземных ПУ Р-14 (Нигранде, 56°30′59″ с. ш. 22°02′12″ в. д.HGЯO), на БД с 10 января 1962 года[33]
    - 2-й рдн — 3 ШПУ Р-14У (Никраце (Эмбуте), 56°35′20″ с. ш. 21°49′17″ в. д.HGЯO), на БД с 10 марта 1964 года[33]
    - 3-й рдн — 3 ШПУ Р-14У (Вайнёде, 56°28′25″ с. ш. 21°50′00″ в. д.HGЯO), на БД с 1 декабря 1964 года[33]
- 40-я ракетная дивизия (г. Остров), 6 ШПУ
  - 24-й ракетный полк (пос. Песчаный Кольского района Мурманской области, ж/д станции Тайбола и Кица) — 6 ШПУ Р-14У, с 1962 по 1983 год
    - 1-й рдн  3 ШПУ Р-14У   (Пушной 68°30′30″ с. ш. 33°22′07″ в. д.HGЯO), на БД с 5 февраля 1963 года.[34].
    - 2-й рдн 3 ШПУ Р-14У  (Пушной 68°27′59″ с. ш. 33°16′06″ в. д.HGЯO), на БД с 12 ноября 1963 года[35].
    - 3-й рдн 3 Р-14У  (Тайбола 68°25′57″ с. ш. 33°29′10″ в. д.HGЯO), так и не заступил на боевое дежурство, а пусковые сооружения не были завершены и строительство шахт прекращено в 1964 году[36].

### 31-я ракетная армия
В Оренбуржской РА, а до 1970 года — в подразделениях 18-го и 24-го отдельных ракетных корпусов (г. Оренбург и г. Джамбул, соответственно), максимально на БД находилось 13 ПУ Р-14:
- 68-я ракетная бригада (г. Сары-Озек Казахской ССР), с 1961 (по 1965 год, в составе 53 рд, как 496-й ракетный полк) по 1980 год — 10 ПУ (в том числе 6 ШПУ)
  - 1-й рдн — 4 наземных ПУ Р-14 (44°31′36″ с. ш. 77°46′22″ в. д.HGЯO), на БД с 11 февраля 1962
  - 2-й рдн — 3 ШПУ Р-14У (?44°29′59″ с. ш. 77°58′54″ в. д.HGЯO), на БД с 19 февраля 1963
  - 3-й рдн — 3 ШПУ Р-14У (?44°31′10″ с. ш. 77°41′41″ в. д.HGЯO), на БД с 10 декабря 1964
- 481-й отдельный ракетный полк (в/ч 34200, г. Актюбинск Казахской ССР), с 1961 в составе 53 рд (Джамбул), с 1965 года в составе 18 орк, с 1970 в составе 31 РА, с ноября 1971 года передан во 2-е испытательное управление 5-го НИИП (Байконур) и переименован в 26-ю отдельную опытно-испытательную часть (испытания Р-36М и обучение подразделений РВСН)
  - 1-й рдн — 3 ШПУ Р-14У (50°00′47″ с. ш. 56°57′37″ в. д.HGЯO), на БД с 1963 года по 1971 год (в 1968 снята с БД одна из шахт)
  - 2-й рдн — 3 недостроенных ШПУ Р-14У (49°58′31″ с. ш. 56°51′09″ в. д.HGЯO), брошены в 1963 году

### 9-й отдельный ракетный корпус
На вооружении 9 орк (г.Хабаровск), с 1961 года и до расформирования и передачи полков в другие объединения (46-ю и 53-ю ракетные армии) в 1970 году, максимально имелось 11 ПУ Р-14:
- 45-я ракетная дивизия (г. Уссурийск, с 1965 — пос. Манзовка), с 1962 по 1970 год
  - 571-й ракетный полк (в/ч 44245) (пос. Новосысоевка), в 1970—1971 годах передан в 19-ю рд (Хмельницкий)[37]
    - 1-й рдн с 4 наземными стартовыми позициями Р-14 (44°12′00″ с. ш. 133°26′21″ в. д.HGЯO), 1-я батарея на БД с января 1961, остальные 3 — с декабря 1961
    - 2-й рдн с 3 ШПУ Р-14У (44°07′53″ с. ш. 133°28′03″ в. д.HGЯO), на БД с 1965

  - 83-й отдельный ракетный полк (в/ч 75914, с августа 1961 — Уссурийск, в июне 1962 — передислокация в пос. Анадырь, с августа 1969 передан в 46-ю рд в Первомайском[38])
    - один рдн с 4 наземными стартовыми позициями Р-14 (64°47′15″ с. ш. 177°58′51″ в. д.HGЯO), БД на Чукотке с 23 января 1964 по июнь 1969[38]

## Сохранившиеся экземпляры
- Ракета 8К65 представлена в филиале Центрального музея РВСН в Учебном центре Военной академии РВСН им. Петра Великого в Балабанове Калужской области[39].

### Русскоязычные ресурсы
- Ракетный комплекс средней дальности Р-14 с ракетой 8К65 (Р-14У/8К65У)
- Капустин Яр — Баллистическая ракета среднего радиуса действия Р-14 8К65, Р-14У 8К65У SS-5 «Scean»
- Заброшенные ракетные шахты. Позиции Р-14У. Мурманская область

### Иноязычные ресурсы
- Globalsecurity — R-14 / SS-5 SKEAN  (англ.)